# Тріщук санта-мартанський
Тріщу́к санта-мартанський (Henicorhina anachoreta) — вид горобцеподібних птахів родини воловоочкових (Troglodytidae). Ендемік Колумбії. Раніше вважався підвидом рябокрилого тріщука, однак у 2016 році був визнаний окремим видом.

## Опис
Довжина птаха становить 10-11 см. Тім'я і потилиця оливково-коричневі, верхня частина тіла темно-рудувато-коричнева. Горло білувато-сіре, поцятковане нечіткими темними смугами, груди сірі, боки рудуваті.

## Поширення і екологія
Санта-мартанські тріщуки є ендеміками гірського масиву Сьєрра-Невада-де-Санта-Марта на півночі Колумбії. Вони живуть у вологих гірських тропічних лісах. Зустрічаються поодинці або невеликими зграйками, на висоті від 2000 до 4000 м над рівнем моря. Живляться комахами та іншими безхребетними.

## Збереження
МСОП класифікує стан збереження цього виду як близький до загрозливого. Санта-мартанським тріщукам загрожує знищення природного середовища.